# Spyders
Spyders é uma série de drama adolescente israelense que combina elementos de espionagem e de ação. A série começou a ser exibida em 18 de março de 2020 para os telespectadores do TeenNick, e em parceria com a Nickelodeon International, então vai ao ar em todo o mundo. A série foi escrita por Michal Cooper-Keren.

## Enredo
Enquanto passam umas férias de verão em família à beira do lago, os irmãos Tommy, Nikki e Daniel Fisher descobrem que seus pais aparentemente chatos são, na verdade, espiões disfarçados ousados. Quando os irmãos percebem que a missão de seus pais está em perigo, eles formam uma força-tarefa secreta chamada SPYDERS para ajudá-los.

## Elenco
- Nati Kluger como Anna Fisher
- KobiMaimon como Noah Fisher
- Amit Hechter como Daniel Fisher
- Kim Or Azoulay como Nikki Fisher
- Jonathan Gottlieb como Tommy Fisher
- Yehuda Bohbot como Sean
- Naya Federman como Ella
- Gilad Kletter como Emmanuel
- Michal Levy como Naomi
- Yaron Brobinsky como Erick
- Tal Mosseri como Ben
- Eden Saban como Sophie
- Omer como Lynn
- Udi Percy como Roy
- Alex Carroll como Max
- George Iskander como Eddie
- Udi Brindt como johnny
- Lotus Etrog como Doreen
- Meirav Shirom como Adele
- Ruthy Asrasai como Esther

## Revisão da série

### 1.ª temporada
- Inicio: 1 de outubro de 2020
- Fim: 4 de Janeiro de 2021
- Episódios: 20

### 2.ª temporada
- Inicio: 27 de dezembro de 2021
- Fim: 30 de janeiro de 2022
- Episódios: 20

### 3.ª temporada
- Inicio: 20 de fevereiro de 2023
- Fim: 17 de março de 2023
- Episódios: 20

### 4.ª temporada
- Inicio: 17 de abril de 2023
- Fim: 13 de maio de 2023
- Episódios: 20

## Prêmios e indicações
| Ano  | Prêmio                                 | Categoria                            | Candidatura                         | Resultado |
| ---- | -------------------------------------- | ------------------------------------ | ----------------------------------- | --------- |
| 2021 | Prêmio de Televisão Infantil e Juvenil | Série Dramática                      | Spyders - Temporada 1               | Indicado  |
| 2021 | Prêmio de Televisão Infantil e Juvenil | Melhor Atriz em Série Dramática      | Kim ou Azoulai                      | Indicado  |
| 2021 | Prêmio de Televisão Infantil e Juvenil | Direção de Série Dramática           | Rani Saar                           | Indicado  |
| 2021 | Prêmio de Televisão Infantil e Juvenil | Roteiro de Série Dramática           | Michal Cooper-Kern, Nadav Ben Simon | Indicado  |
| 2021 | Prêmio de Televisão Infantil e Juvenil | Melhor Música Original               | Bar Omari                           | Indicado  |
| 2021 | Prêmio de Televisão Infantil e Juvenil | Elenco de Atores da Série Spyders    |                                     | Indicado  |
| 2021 | Prêmio de Televisão Infantil e Juvenil | Descoberta do Ano                    | Jonathan Gottlieb                   | Indicado  |
| 2022 | Prêmio Escolhas do Ano de Frogy        | Série Juvenil do Ano                 | Spyders 3                           | Indicado  |
| 2022 | Prêmio Escolhas do Ano de Frogy        | Ator Principal em uma Série Juvenil  | Abraham Arneson                     | Indicado  |
| 2022 | Prêmio Escolhas do Ano de Frogy        | Ator Principal em uma Série Juvenil  | Amit Hechter                        | Indicado  |
| 2022 | Prêmio Escolhas do Ano de Frogy        | Ator Principal em uma Série Juvenil  | Jonathan Gottlieb                   | Indicado  |
| 2022 | Prêmio Escolhas do Ano de Frogy        | Atriz Principal em uma Série Juvenil | Kim ou Azoulai                      | Indicado  |
| 2022 | Prêmio Escolhas do Ano de Frogy        | Jogador Favorito em Séries Juvenis   | Yehuda Bohbot                       | Indicado  |
| 2022 | Prêmio Escolhas do Ano de Frogy        | Jogador Favorito em Séries Juvenis   | Orais Atias                         | Indicado  |
| 2022 | Prêmio Escolhas do Ano de Frogy        | Atriz Favorita em Série Juvenil      | Naya Federman                       | Indicado  |
| 2022 | Prêmio Escolhas do Ano de Frogy        | Atriz Favorita em Série Juvenil      | Emmanuel Levy                       | Indicado  |
| 2022 | Prêmio Escolhas do Ano de Frogy        | Avanço do Ano no Jogo                | Lyal Eli                            | Indicado  |
| 2022 | Prêmio Escolhas do Ano de Frogy        | Avanço do Ano no Jogo                | Raz Espanhol                        | Indicado  |
| 2022 | Prêmio Escolhas do Ano de Frogy        | Avanço do Ano no Jogo                | Nicole Podovalny                    | Indicado  |
| 2022 | Prêmio Escolhas do Ano de Frogy        | Avanço do Ano no Jogo                | Kanovitz abalado                    | Indicado  |